# 十王中継局
十王中継局（じゅうおうちゅうけいきょく）は、茨城県日立市にあるテレビ中継局である。

## 概要
- 当中継局は、旧多賀郡十王町区域の石尊山にある中継局である。
- 当中継局では、在京キー局、NHK水戸放送局からの総合テレビ、NHK放送センターからの教育テレビの中継を行っており、県北東部の広い範囲に電波を発射している。
- 2011年3月11日に発生した東北地方太平洋沖地震（東日本大震災）の際に、地震による停電により自家発電に移行したが、翌12日に燃料切れで一時全局が停波した。13日の夕方頃に復旧した。

## 中継局送信施設概要

### 地上デジタルテレビ中継局
| ID | 放送局名       | 物理 チャンネル | 空中線電力 | ERP  | 放送対象地域 | 放送区域 内世帯数 | 開局年月日      |
| -- | -------------- | --------------- | ---------- | ---- | ------------ | ----------------- | --------------- |
| 1  | NHK 水戸総合   | 47              | 10W        | 200W | 茨城県       | 4万9824世帯       | 2004年 10月1日  |
| 2  | NHK 東京教育   | 39              | 10W        | 200W | 全国         | 4万9824世帯       | 2004年 10月1日  |
| 4  | NTV 日本テレビ | 38              | 10W        | 170W | 関東広域圏   | 5万1774世帯       | 2008年 12月10日 |
| 5  | EX テレビ朝日  | 44              | 10W        | 170W | 関東広域圏   | 5万1774世帯       | 2008年 12月10日 |
| 6  | TBSテレビ      | 41              | 10W        | 170W | 関東広域圏   | 5万1774世帯       | 2008年 12月10日 |
| 7  | TX テレビ東京  | 46              | 10W        | 170W | 関東広域圏   | 5万1774世帯       | 2008年 12月10日 |
| 8  | CX フジテレビ  | 35              | 10W        | 170W | 関東広域圏   | 5万1774世帯       | 2008年 12月10日 |

- 放送エリアは、日立市・高萩市・北茨城市福島県いわき市の各一部。(実質エリアはいわき市四倉まで)
- NHK中継局は、2004年8月6日に予備免許が交付され、本放送開始当初は出力3W、放送区域内世帯数4万2918世帯だった。
- 民放中継局は、2008年10月10日に予備免許が交付された。

### 地上アナログテレビ中継局
| チャンネル | 放送局名       | 空中線電力        | ERP                 | 放送対象地域 | 放送区域 内世帯数 | 開局年月日     |
| ---------- | -------------- | ----------------- | ------------------- | ------------ | ----------------- | -------------- |
| 49         | NHK 東京教育   | 映像100W/ 音声25W | 映像2kW/ 音声500W   | 全国         | -                 | -              |
| 51         | NHK 東京総合   | 映像100W/ 音声25W | 映像2kW/ 音声500W   | 関東広域圏   | -                 | -              |
| 53         | NTV 日本テレビ | 映像100W/ 音声25W | 映像2.4kW/ 音声600W | 関東広域圏   | 2万8983世帯       | 1966年 3月26日 |
| 55         | TBSテレビ      | 映像100W/ 音声25W | 映像2.4kW/ 音声600W | 関東広域圏   | 2万8983世帯       | 1966年 3月26日 |
| 57         | CX フジテレビ  | 映像100W/ 音声25W | 映像2.4kW/ 音声600W | 関東広域圏   | 2万8983世帯       | 1966年 3月26日 |
| 59         | EX テレビ朝日  | 映像100W/ 音声25W | 映像2.4kW/ 音声600W | 関東広域圏   | 2万8983世帯       | 1966年 3月26日 |
| 61         | TX テレビ東京  | 映像100W/ 音声25W | 映像2.4kW/ 音声600W | 関東広域圏   | 2万8983世帯       | 1978年 11月6日 |

- 2011年7月24日をもってすべて廃止された。

## 中継局所在地
- 日立市十王町友部